# Pop FM
Pop FM er en dansk radiostation med sendetilladelser i Københavnsområdet (100.0 MHz) og Randers (99.9 MHz), samt på DAB og netradio. Radioen ejes af selskabet FM6 A/S, som er 60 pct. ejet af Berlingske Media og 40 pct. ejet af Bauer Media Danmark, der i Danmark bl.a. også står bag radiostationen The Voice.
Fra 1999 til 2005 drev SBS Radio en række lokale radiostationer under samme navn. Det daværende Pop FM måtte lukke, men åbnede igen den 29. januar 2010, denne gang udelukkende som netradio . Den 20. september 2010 blev stationen relanceret og åbnede igen på FM , efter at have fået sendetilladelserne på den sjette jordbaserede FM-radiokanal, også kendt som FM6, som før havde tilhørt Radio 100FM.
Samarbejdet med Berlingske Media, som på papiret er hovedaktør i Pop FM, skyldes primært, at SBS Radio, som også driver den Den femte jordbaserede FM-radiokanal, Nova FM, ikke måtte eje begge de landsdækkende sendetilladelser. Det er dog muligt at eje en mindre del.
Pop FM har specialiseret sig i at spille musik fra 60'erne, 70'erne, 80'erne og 90'erne, og programfladen består af programmer med én vært af gangen, med fokus lagt på musikformidling og nyheder i dagstimerne. Derudover sendes temaprogrammer, f.eks. om 80'er musik. Nyhederne på stationen leveres af BT.  

## Frekvenser
| Sendefrekvens | Landsdel, by eller område |
| ------------- | ------------------------- |
| 99,9          | Randers                   |
| 100,0         | Hovedstadsområdet         |

## Ekstern henvisning
- Pop FMs hjemmeside